# Villa Giardino
Villa Giardino es una localidad situada en el departamento Punilla, provincia de Córdoba, Argentina. 
Se encuentra situada sobre la RN 38 y sobre el ferrocarril General Belgrano, a 80 km de la Ciudad de Córdoba.
Villa Giardino es conocida por su hermosa naturaleza y sus parques y plazas muy bien cuidados, razón por la cual es conocida como "El Jardín de Punilla". Giardino, a su vez, significa jardín, en italiano, siendo este el apellido de Giovanni (Juan) Giardino.

## Historia
La historia de Villa Giardino se remite a épocas anteriores a la conquista española producida en el siglo XVI. Persisten hasta nuestros días vestigios de culturas indígenas. 
En 1585, se otorgó al conquistador español Pérez de Aragón gran parte del valle de Punilla, quien creó la estancia El Pescadero, luego Los Quimbaletes. En 1770 se edificó la capillita Nuestra Señora de la Merced. Parte de esta estancia fue adquirida a fines del siglo XIX por el ingeniero -nacido en Italia- Miguel Thea quien había sido contratado como asesor por el gobierno argentino para las obras de construcción del ferrocarril. Thea denominó a estas tierras El Molino, ya que allí existía un viejo molino de agua. Se construyó el mirador  al estilo europeo que luego se ha transformado en el símbolo turístico de la villa: el Molino de Thea. 
Con el tiempo, se urbanizó la estancia Alto San Pedro, que compraron en 1938 Ugolino y Juan Giardino. 
En el año 1857, se inauguró en Buenos Aires el ferrocarril, y este importante medio de comunicación llegó a las Sierras de Córdoba, en el año 1892, fue habilitado el actual tramo ferroviario Cosquín - Capilla del Monte del Tren de las Sierras.
El 22 de marzo de 1917 se dispuso que se nombre a la Estación Ferroviaria Miguel Thea. A raíz de la explotación de las canteras y el ramal ferroviario se comenzaron a construir más viviendas y algunos comercios. En el año 1937 se pavimentó la RN 38 desde Villa Carlos Paz hasta casi La Cumbre, siendo este otro motivo de progreso.
En el año 1947 se inauguraron la Iglesia Nuestra Sra. de la Lourdes, La Municipalidad, el Cine Teatro Alejandro Giardino, el Correo, la Maternidad, y el puesto Policial.
El 14 de junio de 1964 se estableció al pueblo el nombre de Villa Giardino.
La ciudad fue pionera en el reciclaje de residuos orgánicos contando con la primera planta de tratamiento de residuos orgánicos de la Argentina, transformándolos en abono.

## Geografía

### Población
Cuenta con 7391 habitantes (Indec, 2022), lo que representa un incremento del 8% frente a los 6810 habitantes (Indec, 2010) del censo anterior. Forma parte del aglomerado urbano denominado La Falda - Huerta Grande - Valle Hermoso que cuenta con una población total de 35 821 habitantes (Indec, 2010).
Un gran número de habitantes temporarios poseen sus casas en la villa pero habitan en época de vacaciones y fines de semana.
| Gráfica de evolución demográfica de Villa Giardino entre 1980 y 2022 |
|                                                                      |
| Fuente: Censos nacionales del INDEC                                  |

### Sismicidad

#### Terremoto de Villa Giardino, 1955
La región posee sismicidad media, y sus últimas expresiones se produjeron
- El 16 de enero de 1947, a las 2.37 UTC-3, con una magnitud aproximadamente de 5,5 en la escala de Richter[1]
- El 28 de marzo de 1955, a las 6.20 UTC-3 con 7,3 Richter: a la gravedad física del fenómeno, se unió el desconocimiento absoluto de la población a estos eventos recurrentes.

La Defensa Civil municipal debe realizar simulacro de sismo y advertir con abundante señalética sobre escuchar - obedecer acerca de 
Área de sismos
- Media sismicidad con 5,5 Richter, con silencio sísmico de 78 años, otro de mayor cimbronazo hace 70 años por el terremoto de Villa Giardino de 1955 con 6,9 Richter

### Ubicación

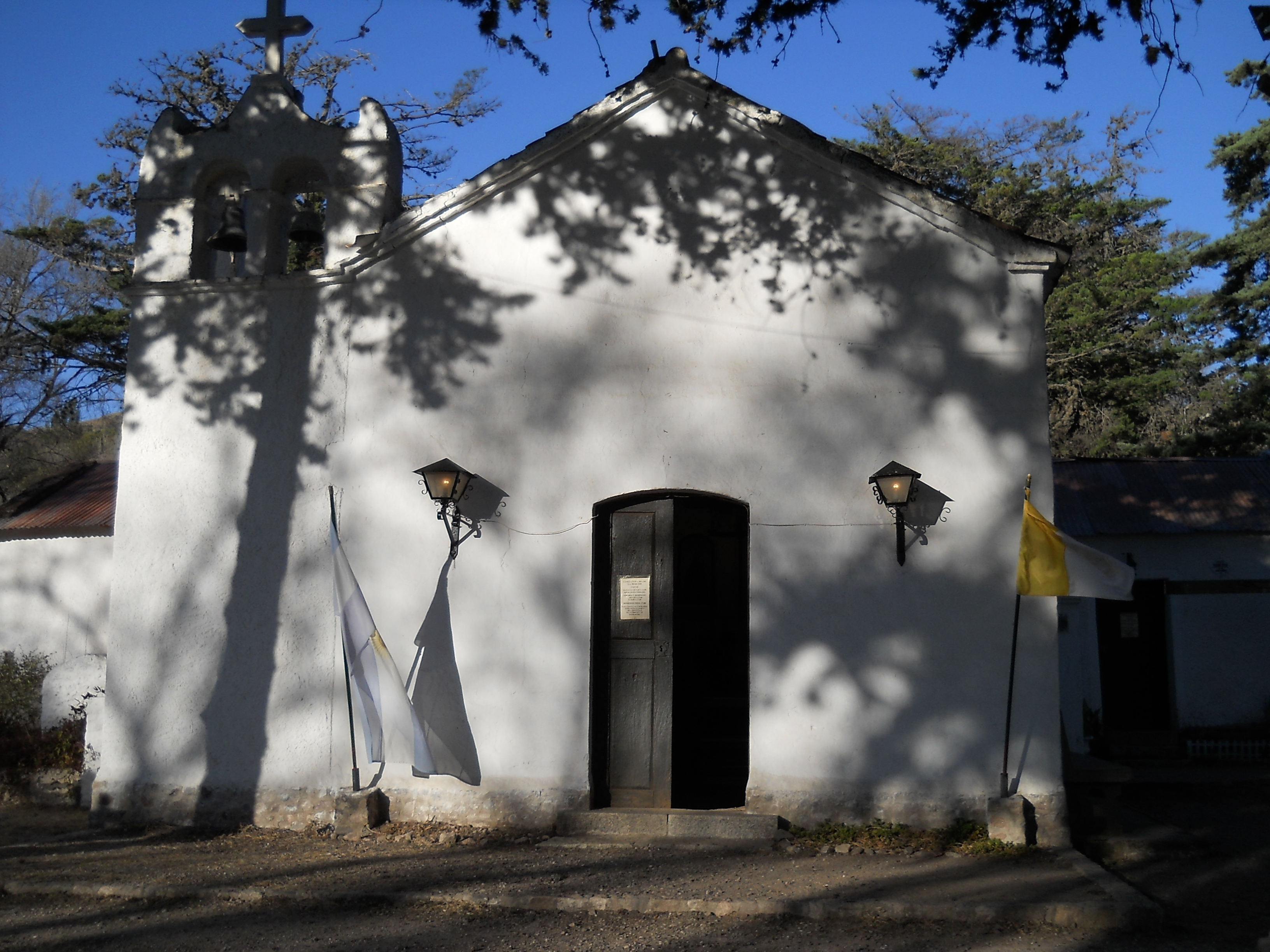
Primera capilla de Villa Giardino (1720 aprox.)

Geográficamente, está situada en el centro del Valle de Punilla, pedanía San Antonio, del departamento Punilla en la Provincia de Córdoba. 
El valle se encuentra entre las cadenas montañosas de las Sierras Chicas al este y de las Sierras Grandes al oeste. Este hundimiento se abre paso, predominantemente en forma longitudinal, de sur a norte por espacio de unos 100 km, oscilando sus alturas sobre el nivel del mar en correlación con la dirección antes mencionada entre 650 y los 1200 m s. n. m.
Este factor tiene influencia en cuanto a determinar particularidades en el clima, la flora y la fauna, que se van presentando a lo largo del corredor. Así, el paisaje presenta una amplia variedad de formas y colores como producto de su irregular geografía, conformada a la vez por pequeñas ondulaciones y abruptos cerros, agrestes pampas, vertientes, arroyos y lagos de muy diferentes tonalidades. 
Allí sobre los contrafuertes occidentales de las sierras chicas se encuentra enclavada a 1078 metros de altitud Villa Giardino, dista de la ciudad de Córdoba 70 km y de Capital Federal 787 km.

### Flora y fauna
Los mamíferos más comunes son: comadrejas, murciélagos , armadillos, corzuelas, liebres, zorrinos, vizcachas, tuco tucos  etc.
Los carnívoros más conspicuos (se encuentran alejados de las zonas habitadas o concurridas por humanos): puma, gato montés, gato moro, zorro gris; los yaguares desaparecieron debido a la caza en la segunda mitad del siglo XX.
Aves: la avifauna nativa, como en gran parte de Argentina es bastante variada y abundante pese a la caza: perdices  (chica-pampeana-montaraz), chimango, carancho, halconcito colorado, águila mora o escudada, palomas manchadas, torcaza y torcacita, catita, crespín; la lechuza más frecuente es la común; otras aves como el carpintero , leñatero , monjitas, tordos, cardenales, loros barranqueros, jotes, colibríes, benteveo, cardenal, naranjero, cabecita negra, jilgueros etc.
Reptiles: los ofidios actualmente están muy mermados en cantidad por lo que es muy difícil encontrarlos; sus especies son: víbora de cascabel, yarará chica, víbora de coral y la culebra falsa coral, son también características de la región la boa de las vizcacheras  y una especie arborícola que se alimenta de pájaros , también hay iguanas overas, iguanas coloradas, lagartijas y otros pequeños lagartos.
Anfibios: sapo rococó , rana chaqueña ranita moteada serrana, y otras son las más frecuentes.
La Villa está comprendida dentro de los límites de la Región denominada Bosque Chaqueño Occidental, cuyos caracteres son: clima caluroso y seco.
Algunas de las especies autóctonas de la zona son: retamo, jaboncillo, palo cruz, algarrobo blanco, molle, mistol, chañar, poleo, peperina, piquillín, barba de tigre, pichana, sauce criollo, tabaquillos, espinillos, moradillos, etc.
Se han aclimatado excelentemente (en muchos casos desde hace medio milenio) árboles como el paraíso, higuera, olmo, siempreverde, grataegus, olivo, duraznero, peral, especies de ciprés, cedro, álamo, eucalipto y diversas especies de pino.

## Turismo

### Camino de los artesanos
Entre las localidades de Villa Giardino y La Cumbre este circuito propone un paseo distinto por la región.
Ceramistas, escultores y pintores que viven en la región que abren las puertas de sus casas para recibir a los viajeros curiosos que buscan en sus recorridos algo más que el goce que se experimenta al contemplar el paisaje.
El Camino de los artesanos se ha convertido ya en una propuesta tradicional dentro de los circuitos turísticos del valle de punilla.
Para acceder a él se debe circular por la ruta nacional 38 hasta Villa Giardino, o bien seguir por ella hasta La Cumbre.
En forma paralela a esta ruta corre el camino de tierra , también conocido como “Camino del Pungo” antes Camino Real (en el tramo de La Cumbre) o “La punilla” (en Villa Giardino) ya que transita por los barrios homónimos.
A lo largo de sus seis kilómetros de extensión, se presenta la posibilidad de visitar más de 20 emprendimientos familiares que ofrecen una amplia gama de productos elaborados bajo normas artesanales.
El circuito culmina donde el camino se bifurca para conducir a los viajeros hacia las puertas de La Cumbre. Hacia la derecha, se sigue a la fábrica de alfajores y dulces Estancia El Rosario, y hacia la izquierda el campo de golf.

### Reserva Ecológica Natural y Balneario El Portecelo
Se encuentran sobre el río San Francisco, el balneario municipal cuenta con natatorio, camping, confitería, asadores, estacionamiento, guardavidas, etc. Aguas abajo del balneario, se ha demarcado un área como reserva natural municipal, para preservar el ecosistema del lugar donde conviven ejemplares vegetales (juncos, carquejas, totoras, entre otros) y animales como tortugas de agua, pero principalmente aves, entre las que se destacan garzas, cormoranes, cisnes, patos, gallinetas y otras especies con sus particulares colores y costumbres. Está prohibida la caza, y únicamente se permite la pesca con anzuelos pequeños.
Hay un dique de medianas dimensiones que embalsa las aguas del río y da al lugar un encanto muy especial.
Villa Giardino es la acepción moderna de lo que hoy se conoce como Villa; su pasado se remonta al siglo XVIII cuando una comunidad de españoles (de apellidos Capdevila, Loza, Olmos y otros) que se instalaron donde hoy se conoce como paraje El Pungo, provenientes del Norte con ánimo de colonizar, y fue así como estas familias coloniales se instalaron en la zona. Hay estudios que afirman que el nombre original del lugar es "Pugno", en relación con que esa tierra era pretendida por dos culturas: la española y las comunidades originarias. Por el fuerte acervo cultural cristiano, las familias españolas fundaron una capilla que divide las poblaciones ancestrales que representa en la actualidad un lugar de visita histórico.

### Balneario San Pablo
Ubicado en las cercanías del Molino Thea, sobre el río Grande de Punilla. Posee asadores, área de descanso y una amplia sombra provista por muy grandes y frondosos árboles, pero actualmente está inactivo y no hay fecha de reanudación de su funcionamiento.

### Molino Ingeniero Thea
El molino fue construido por el Ingeniero Italiano Miguel Thea, en base al antiguo Molino de Piedra Colonial.
En la actualidad solo queda el mirador, ubicado en la margen del río.
Es el símbolo turístico de La Villa. Es propiedad privada.

### Capilla de las Chacras (Thea)
Ubicada en el camino que lleva al castillo Los Troncos, en las proximidades del paraje de Thea, se encuentra esta capilla que formaba parte de las primeras estancias de la zona. Construida en 1901, la capilla posee un gran atractivo en su construcción y en la conservación de los interiores. El paisaje que la rodea es imponente. Está ubicada en una propiedad privada y no es posible el acceso a ella.

### Capilla de Ntra Señora de la Merced y Camposanto
Esta capilla fue terminada de construir en el año 1700, lo cual la hace una de las más antiguas de la región. Consta de estructura simple con techo a dos aguas, muros de adobe y tres altares; Uno de ellos fue erigido al aire libre en la época de la conquista europea para la evangelización de los indígenas. De esa época data también el Cristo en madera.
El pesebre italiano de 1938 es una de las reliquias que se pueden encontrar, además también de otras cosas que guarda de diferentes épocas. El pesebre fue donado por Juana Micono de Giardino y es visitado todo el año por una gran cantidad de fieles que dejan allí sus ofrendas.

### Capilla de Las Flores
La capilla data de 1957 y se encuentra ubicada en el vecindario de El Portecelo, a pocas cuadras de la ruta nacional 38. Fue erigida en honor a la Virgen María bajo la advocación de Nuestra Señora de las Flores, una de las razones por las cuales se conoce a la Villa como "el jardín de Punilla".

### Iglesia Nuestra Señora del Valle
Fue inaugurada en 1964, y se ubica en el barrio La Higuerita. Este templo recibe a una gran cantidad de fieles todos los días del año, sobre todo en sus fiestas patronales.

### Altos de San Pedro y Cabalgatas
Se encuentra al pie de las Sierras Chicas, y es una de las estancias más importantes y que diera origen a la localidad. Un ingreso que consiste en un camino de frondosa vegetación, hasta llegar al hotel parque Alto San Pedro, donde se puede disfrutar de excelentes comodidades y visitar las pulperías de la zona, desde donde parten las cabalgatas.

### Gruta de Ntra. Señora de Lourdes y Calvario
Se encuentra ubicada en un pequeño cerro al cual se accede por un sendero bien cuidado, donde en su ascenso se atraviesan las estaciones del Vía Crúcis. En la cima se encuentran la gruta y la cruz.

### Golf
Existe un campo de golf ubicado en el Complejo Pueblo Nativo Resort. El mismo posee 9 hoyos con doble salida y se encuentra ubicado al pie de las Sierras Chicas, sobre el Camino de los Artesanos. La cancha fue diseñada por Randy Thompson respetando la topografía del suelo lo que la convierte en una cancha desafiante tanto para profesionales como para aficionados golfistas.

### Granjas Monte de Olivos
Consiste en una granja ecológica donde viven cabras, vacas, ovejas, cerdos, entre otros animales. Posee, además, un lombricario ecológico y hongos de pino que crecen en otoño.

## Infraestructura

### Carreteras
El único acceso es a través de la ruta Nacional 38, lo que obliga también al tráfico que atraviesa el Valle de Punilla a discurrir por el casco urbano de la localidad, por no existir ninguna carretera alternativa ni de circunvalación. 
La ruta 38, en la localidad, toma el nombre de Boulevard Las Flores, nombre que recibe por su cantero central, adornado con bellos canteros.
La mayoría de la actividad comercial tiene lugar en la avenida San Martín, que parte de la ruta nacional 38 y se dirige rumbo al este.

### Transporte
A lo largo de la ruta nacional 38, existen numerosas paradas de ómnibus, al igual que en el recorrido interno a través de la avenida San Martín para los urbanos que se internan en el centro y los barrios cercanos.
La terminal de ómnibus se encuentra a pocos metros de la ruta 38 y sobre la avenida San Martín. Posee, además, servicios de taxis, restaurante, baños, kiosco y oficina de turismo. Aquí también tiene su estudio la emisora de FM Villa Giardino.
| Ómnibus           | Ómnibus                                | Ómnibus |
| Empresa           | Línea                                  | Destinos |
| ----------------- | -------------------------------------- | --- |
| Empresa Sarmiento | Córdoba-Cruz del Eje por San Roque     | Córdoba, San Roque, Bialet Massé, Sta. María de Punilla, Cosquín, Casa Grande, Valle Hermoso, La Falda, La Cumbre, Los Cocos, Capilla del Monte, San Marcos Sierras, Cruz del Eje.                                                                                              |
| Empresa Sarmiento | La Falda-Capilla del Monte (urbano)    | La Falda, Huerta Grande, La Cumbre, Los Cocos, San Esteban, Capilla Del Monte. |
| Empresa Sarmiento | Córdoba-Cruz del Eje por Ruta 20       | Córdoba, Villa Carlos Paz, Va. Santa Cruz del Lago, Parque Síquiman, Bialet Massé, Sta. María de Punilla, Cosquín, Casa Grande, Valle Hermoso, La Falda, La Cumbre, Capilla del Monte, Cruz del Eje.                                                                            |
| Empresa Sarmiento | Córdoba-Villa Dolores por Cruz Del Eje | Córdoba, Villa Carlos Paz, Va. Sta. Cruz Del Lago, Parque Síquiman, Bialet Massé, Sta. M. De Punilla, Cosquín, Casa Grande, Valle Hermoso, La Falda, La Cumbre, Capilla Del Monte, Cruz Del Eje, Va. De Soto, San Carlos Minas, Cura Brochero, Mina Clavero, Nono, Va. Dolores. |
| Empresa Lumasa    | Córdoba-Villa Giardino diferencial     | Córdoba. |
| Empresa Lumasa    | Córdoba-La Falda                       | Córdoba, Villa Carlos Paz, Va. Santa Cruz Del Lago, Parque Síquiman, Bialet Massé, Cosquín, Casa Grande, Valle Hermoso. |
| Empresa Lumasa    | Urbano línea C                         | Valle Hermoso, La Falda, Huerta Grande. |
| Empresa Ersa      | Córdoba-Cruz del Eje                   | Córdoba, Villa Carlos Paz, Va. Santa Cruz del Lago, Parque Síquiman, Bialet Massé, Cosquín, Casa Grande, Valle Hermoso, La Cumbre, Los Cocos, Capilla Del Monte, Cruz del Eje.                                                                                                  |

| Autobuses Larga Distancia  | Autobuses Larga Distancia         | Autobuses Larga Distancia |
| Empresa                    | Línea                             | Destinos |
| -------------------------- | --------------------------------- | --- |
| Urquiza/Sierras de Córdoba | Retiro-Capilla del Monte          | Buenos Aires-Retiro, Escobar, Campana, Rosario, Armstrong, Bell Ville, Marcos Juárez, Villa María, Oliva, Oncativo, Laguna Larga. |
| Urquiza/Sierras De Córdoba | La Plata-Capilla del Monte        | La Plata, Quilmes, Llavallol, Rosario, Armstrong, Bell Ville, Marcos Juárez, Villa María, Oliva, Oncativo, Laguna Larga.          |
| Mercobús/Plusultra         | Avellaneda-Capilla Del Monte      | Avellaneda, Buenos Aires-Retiro, Escobar, Campana, Bell Ville, Marcos Juárez, Villa María.                                        |
| Mercobús/Plusultra         | Puente La Noria-Capilla del Monte | Puente La Noria, Ramos Mejía, Castellar, Ituzaingó, Merlo, Luján, Bell Ville, Marcos Juárez, Villa María.                         |
| El Práctico                | Retiro-Capilla del Monte          | Buenos Aires-Retiro, Escobar, Campana, Rosario, Bell Ville, Marcos Juárez, Villa María, Oliva, Oncativo, Laguna Larga.            |
| Mercobús/Plusultra         | Córdoba-Chilecito                 | Chamical, Castro Barros, Patquía, Vichigasta, Nonogasta, Chilecito.                                                               |
| Cata Internacional         | Córdoba-Mendoza                   | Milagro, Chepes, Vallecito, Caucete, San Juan, Jocolí, Mendoza.                                                                   |
| Chevallier                 | Capilla del Monte-Retiro          | Villa María, Rosario, San Nicolás, Campana, Escobar, Thames, Buenos Aires-Retiro.                                                 |
| El Práctico                | Capilla del Monte-Paraná          | Arroyito, Devoto, San Francisco, Angélica, Santo Tomé, Santa Fe, Paraná.                                                          |
| Urquiza/Sierras de Córdoba | Córdoba-Saujil                    | Chañar, Chamical, Patquía, La Rioja, Aimogasta, Pajonal, Saujil.                                                                  |

## Deportes
La ciudad puede gozar de su ubicación, cercana a numerosas montañas como para practicar ciclismo, mountain bike, senderismo, footing, entre otros.
Villa Giardino cuenta con un club atlético donde se practica fútbol y basquetball.

## Salud
Villa Giardino posee un centro de salud y primeros auxilios.

## Educación
Los siguientes colegios integran la oferta educativa en la ciudad: 			
- Ceder Villa Giardino Público
- Colegio Juana Micono de Giardino Privado
- Escuela Esteban Echeverría Público
- Escuela Silvano Loza Público rural
- Jardín de Infantes Esteban Echeverría Anexo La Punilla "Público rural"
- Instituto Provincial de Enseñanza Media I.P.E.M. N.º 339 Público
- Jardín de Infantes Esteban Echeverría Público
- Escuela Los Molinos Privado

## Cultura

### Música
En cuanto a música y festivales, se destacan los recitales de poca envergadura que suelen tener lugar los días de verano en el centro de la localidad.
A mediados de septiembre, tienen lugar las fiestas patronales en honor a la Virgen de la Merced. En el marco de estas, se desarrollan numerosas fiestas, recitales y encuentros gauchescos en el barrio de La Cañada.

### Media
Las emisoras de FM cubren la localidad y áreas circundantes:
- FM 96.9 Space

- FM La Serranita

- FM Une 98.7

- FM La Minga 94.7

La localidad no tiene periódicos, pero se distribuía el perteneciente a la ciudad de La Falda, Prensa Del Centro.
Revistas de clasificados: en la localidad se distribuyen Guía Delivery (clasificados del Valle de Punilla), Yo Publico Web  (clasificados del Valle de Punilla), y El Utilitario (clasificados del Valle de Punilla y ciudad de Cruz Del Eje).
También pueden sintonizarse desde la localidad algunas estaciones AM de la ciudad de Córdoba, y FM de Córdoba y del resto del Valle de Punilla.
La televisión abierta análoga ofrece los tres canales de Córdoba (12,10 y 8), provenientes de los transmisores ubicados en Los Cocos, mientras que la TDT (televisión digital terrestre abierta) incorpora algunas señales más, las cuales son recibidas desde el transmisor de Villa Carlos Paz.
La TV de paga es provista a través de cable (Cablevisión) y de manera satelital. Gracias a la televisión por cable, se puede acceder al canal TDCRed, de La Falda. 
El servicio de telefonía es provisto por la Cooperativa Villa Giardino, mientras que Internet lo brindan también la mencionada cooperativa (ADSL, dial-up e inalámbrico), y los operadores inalámbricos Open Noa, Ynfinity y Conecta.

### En la cultura popular
Villa Giardino es muy famosa por quienes acuden en verano en busca de naturaleza y turismo.

## Servicios públicos y utilidades
El agua potable de la localidad es provista por la Municipalidad, y proviene, en su mayor parte, del río San Francisco y de arroyos de las laderas de las Sierras Chicas.  
La energía eléctrica es provista por la empresa EPEC.
Hay gas natural en algunos sectores, provisto por Ecogas.